# Phyllis Gordon
Phyllis Gordon (née le 17 octobre 1889 à Suffolk, en Virginie et morte le 16 octobre 1964 à Sonoma, en Californie)  est une actrice américaine.

## Biographie
Phyllis Gordon fut l'épouse de l'acteur Eugene Pallette.

## Filmographie partielle
- 1911 : An Evil Power
- 1912 : The Girl and the Cowboy
- 1912 : Rivals
- 1912 : In Exile
- 1912 : Getting Atmosphere
- 1912 : His Wedding Eve
- 1912 : The Love of an Island Maid
- 1912 : The Vintage of Fate de Lem B. Parker
- 1912 : The Trade Gun Bullet
- 1912 : The Substitute Model
- 1912 : The Lake of Dreams
- 1912 : The Price of Art
- 1912 : Saved by Fire de Lem B. Parker
- 1912 : When Helen Was Elected de Lem B. Parker
- 1912 : A Messenger to Kearney
- 1913 : An Eastern Flower
- 1913 : Le Loup-garou (The Werewolf) d'Henry MacRae : Watuma
- 1939 : Nick joue et gagne (Another Thin Man)